# 5 Dywizjon Artylerii Pancernej

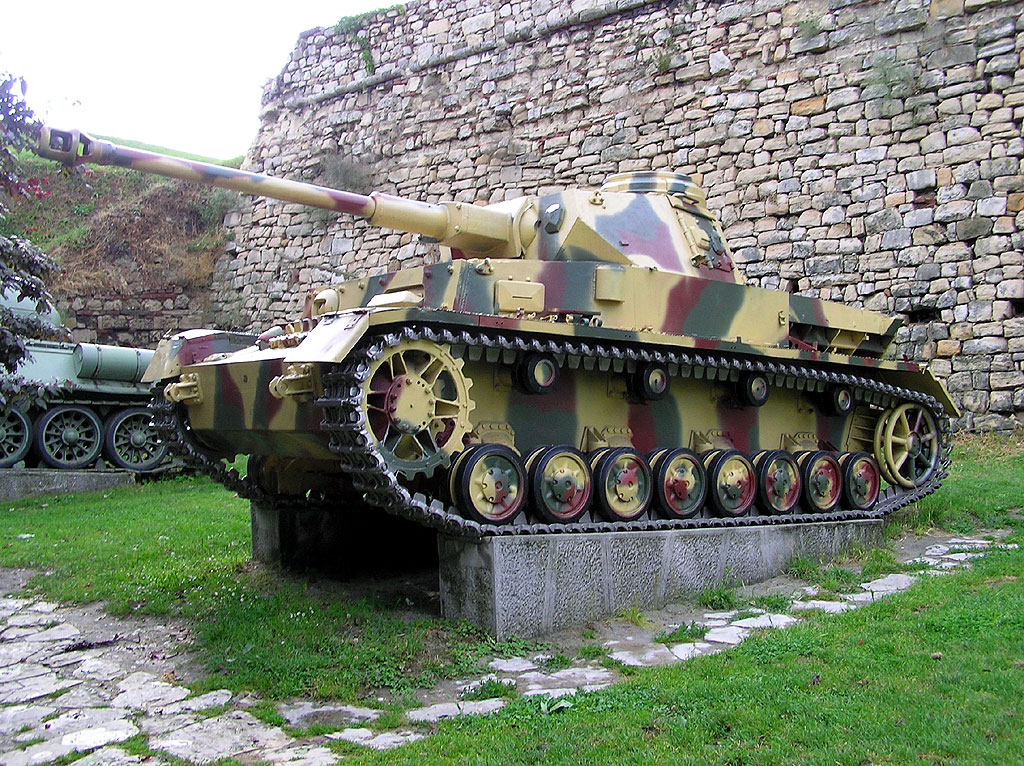
PzKpfw IV

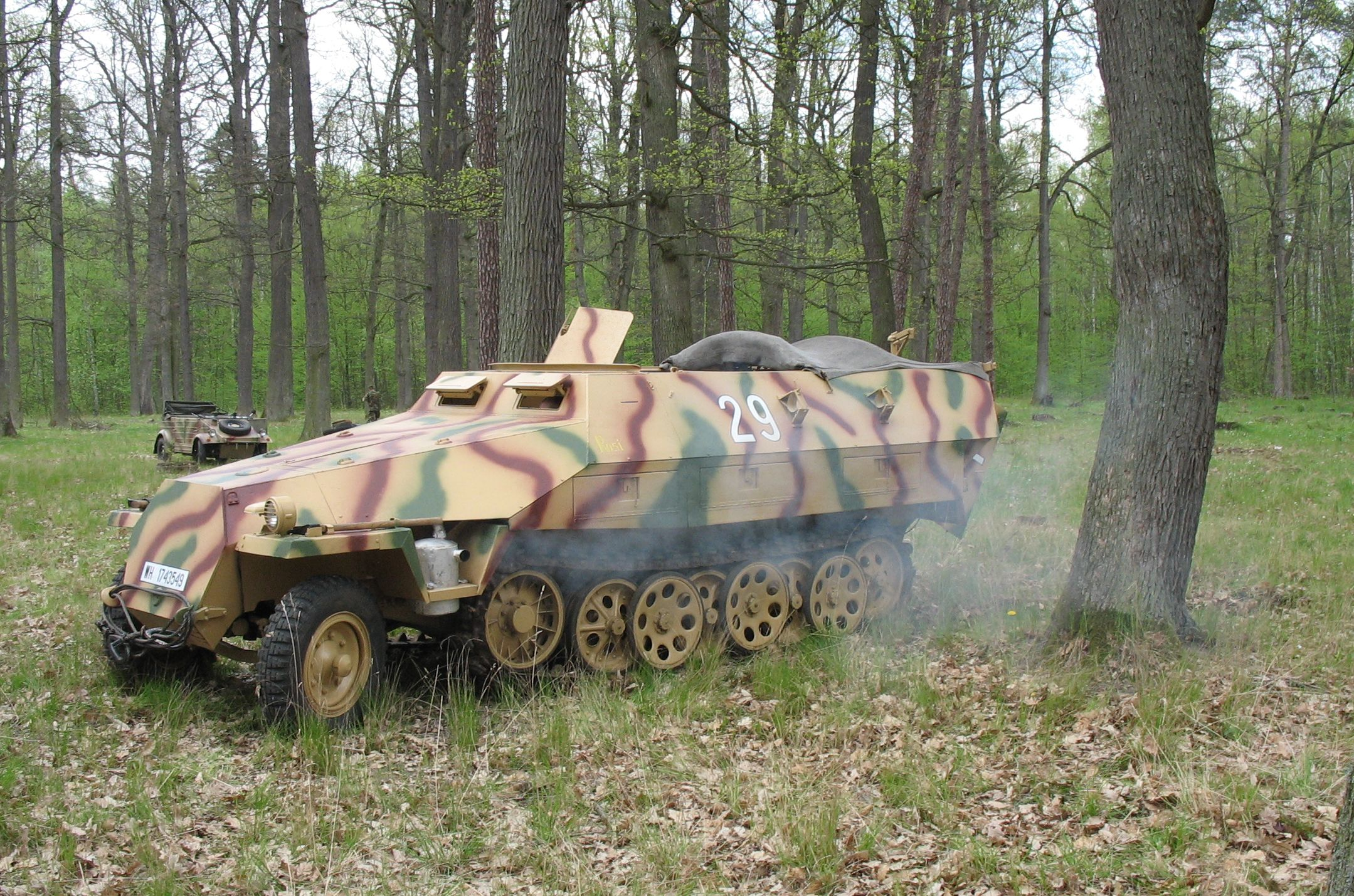
SdKfz251

5 Dywizjon Artylerii Pancernej – samodzielny pododdział broni pancernej ludowego Wojska Polskiego.
Dywizjon sformowany został na mocy rozkazu dowódcy Armii Polskiej w ZSRR nr 0130 z 5 lipca 1944, w składzie 6 Pomorskiej Dywizji Piechoty z 1 Armii Wojska Polskiego. Jednostka organizowana była według sowieckiego etatu Nr 04/568, lecz do końca istnienia należnych dział samobieżnych SU-76 nie otrzymała. 18 października 1944, w Przemyślu, żołnierze dywizjonu złożyli przysięgę. Do kwietnia 1945 jednostka pozostawała na tyłach. Pod koniec kwietnia 1945 pododdział otrzymał zdobyczny, niemiecki sprzęt pancerny, który został wyremontowany przez 24 batalion remontu czołgów:
- 1 czołg PzKpfw IV Ausf. J
- 3 „działa samobieżne T-38 (75 mm)”
- 3 „działa samobieżne T-3 (75 mm)”
- 1 półgąsienicowy transporter opancerzony Sd.Kfz.251[4]
- gąsienicowy improwizowany transporter opancerzony "EPA"

11 maja, już po zakończeniu działań wojennych, dywizjon dotarł do rejonu dyslokacji 6 DP. 5 października 1945 jednostka przekazała posiadany sprzęt pancerny do 3 szkolnego pułku czołgów, po czym uległa rozformowaniu.

## Dowódca
- kpt. Maksym Budinczuk
- kpt. Baranow

## Struktura organizacyjna
dowództwo
- pluton dowodzenia,
- 3 baterie artylerii a. 4 działony
- drużyny: zaopatrzenia bojowego, remontowa, gospodarcza, punkt sanitarny

Stan etatowy liczył 165 żołnierzy, w tym 51 oficerów, 73 podoficerów i 41 kanonierów.